# Předčasná ejakulace
Předčasná ejakulace (překotná ejakulace) označuje situaci, kdy dojde k výronu semene ihned po začátku pohlavního styku (většinou se uvádí do 1 minuty), aniž by jej muž dokázal oddálit. Někdy dojde k vyvrcholení ještě před sexem.

## Závažnost předčasné ejakulace
Předčasné vyvrcholení lze rozdělit podle závažnosti do čtyř skupin:
1. Ejaculatio ante portas (vyvrcholení před branami) - k ejakulaci dochází ještě před zavedením penisu do pochvy
2. Ejaculatio praecox – k vyvrcholení dochází do jedné minuty po vstupu do pochvy
3. Coitus brevis (krátká soulož) - k ejakulaci dochází do tří minut po vstupu do pochvy
4. Relativní předčasná ejakulace – soulož trvá déle než pět minut, ale partnerka přesto není uspokojena[1]

Aby se jednalo o sexuální dysfunkci, musí k překotné ejakulaci docházet při častých stycích (alespoň několikrát týdně nebo denně) a při pohlavních stycích opakovaných. Při trvalých problémech s předčasnou ejakulací se může jednat o dysfunkci, která dokáže významným způsobem negativně ovlivnit kvalitu života.

## Primární a sekundární předčasná ejakulace
Primární předčasná ejakulace provází muže již od prvního sexu (častější případ), sekundární se objeví v průběhu dosud bezproblémového sexuálního života.

Stav kolísá podle toho, jak se daří realizovat pohlavní styky. Velice záleží na partnerských poměrech. Jsou ženy tolerantní, kterým krátké spojení nevadí a spokojí se s nekoitálními styky jako hlavním zdrojem svého sexuálního uspokojení, jsou však také ženy s vysokou úrovní očekávání, které dovedou muže s předčasnou ejakulací stresovat.

Nejtypičtější je situace, při které muž má překotnou ejakulaci hlavně proto, že nesouloží pravidelně, jenže žena nesvolí k častějšímu styku, protože je tak krátký, že jí „to nestojí za to“. Muž je pak ve stresu a nemá příliš šanci na zlepšení. 

## Stenická a astenická forma
Předčasná ejakulace může mít tzv. stenickou nebo astenickou formu. Muži se stenickou formou nemívají potíže s erekcí a mnohdy jsou schopni soulož opakovat několikrát za sebou v krátkém časovém úseku. Muži trpící astenickou formou ejakulace pak navzdory sexuální vydrážděnosti po výronu semene už dále neudrží erekci (i k samotné ejakulaci u nich může docházet bez erekce).

## Příčiny předčasné ejakulace
Příčiny předčasné ejakulace nejsou přesně definované, dají se však shrnout do 4 základních bodů:
1. psychické důvody
2. sexuální předrážděnost
3. naučená předčasná ejakulace
4. fyzické příčiny

Na vině může být například zvýšená citlivost v oblasti penisu a žaludu, zkrácená uzdička, psychické problémy a stres, porucha 5-HT receptorů (ty se podílejí na řízení ejakulace během sexu), obezita, chronický zánět prostaty, porucha funkce štítné žlázy, emoční problémy, traumatizující sexuální zkušenosti či nedostatek sexu.

## Léčba předčasné ejakulace
Diagnóza a následná léčba se stanovuje na základě zdravotní a sexuální anamnézy, komplexního urologického vyšetření a orientačního neurologického a hormonálního vyšetření.
Neexistuje žádný univerzální lék na předčasnou ejakulaci, léčba obvykle bývá kombinací více postupů a vyžaduje značnou spolupráci pacienta. Základním terapeutickým opatřením je úprava partnerských sexuálních poměrů. Neexistuje zlepšení předčasné ejakulace bez pravidelných pohlavních styků s frekvencí, která odpovídá spontánním potřebám pacienta.
Univerzální pomoc představuje nácvik technik oddalujících výron semene – například stiskací technika nebo technika start – stop. Velkou účinnost mají lokální anestetika ve formě gelů nebo krémů, které se aplikují na penis. Existuje i několik léků na předčasnou ejakulaci, které jsou na předpis, např. dapoxetin, který zvyšuje hodnotu serotoninu v nervových zakončeních v penisu, a tím umožňuje oddálit ejakulaci během pohlavního styku. U pacientů s psychickými příčinami mohou zabírat psychofarmaka (sedativa, neuroleptika, antidepresiva), ovšem tyto léky mají řadu nežádoucích účinků (včetně celkového snížení chuti na sex) a lékař je běžně nepředepisuje, pokud pacient nemá jasnou psychiatrickou diagnózu.